# A5515K
A5515K(えーごーごーいちごーけー)は京セラが、auブランドを展開するKDDIおよび沖縄セルラー電話向けに製造したCDMA 1X対応の携帯電話である。

## 特徴
2012年（平成24年）6月現在の時点においてCDMA 1X対応機種としては唯一2GHz帯（CDMA Band-Class 6）のサービスに対応していた。

## 沿革
- 2005年（平成17年）11月29日 - 順次発売開始。
- 2012年（平成24年）7月22日 - L800MHz帯（旧800MHz帯・CDMA Band-Class 3）によるサービスの終了および停波。本機は2GHz帯には対応しているものの、CDMA 1Xサービス専用でなお且つau ICカードに対応しない端末であるため同年7月23日より利用できなくなった。